# الليسوتروبيكالية

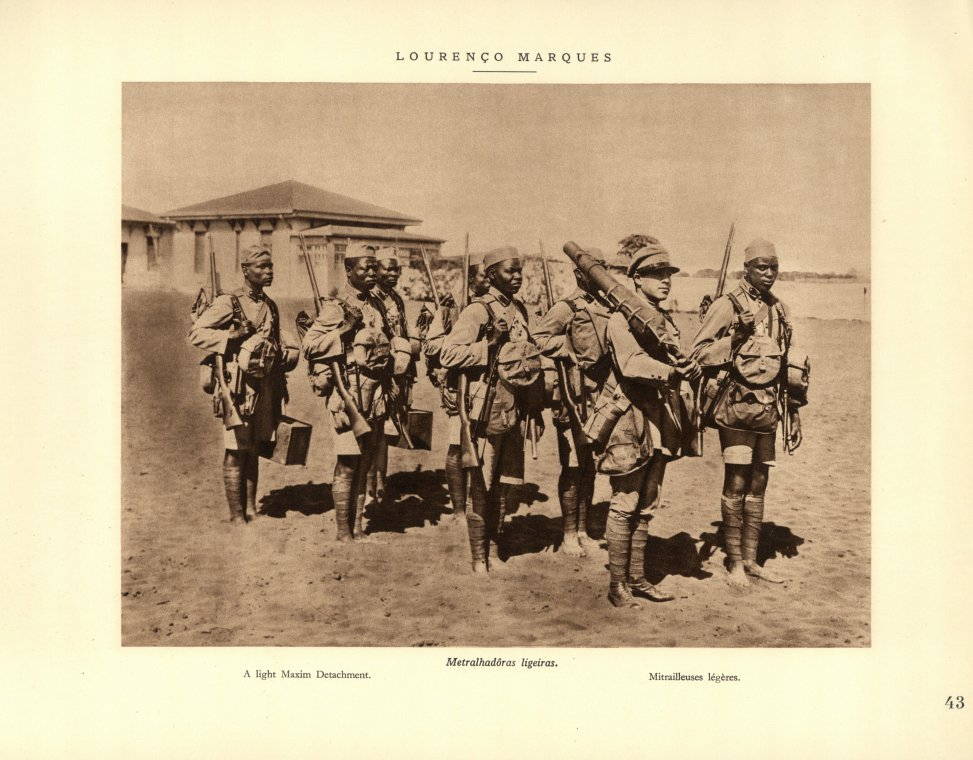

الليسوتروبيكالية (بالبرتغالية: Lusotropicalismo‏) تدل على حالة التجانس والتعايش التي تشهدها البرازيل بين مختلف الأعراق من أوروبيين وسود وسكان أصليين، حيت أستخدم هذا المصطلح لأول مرة من قبل عالم الاجتماع البرازيلي جيلبرتو فراير  لوصف الطابع المميز للإمبريالية البرتغالية في الخارج، مقترحًا أن البرتغاليين كانوا مستعمرين أفضل مقارنة بالدول الأوروبية الأخرى.
نظريًا بسبب المناخ الدافئ للبرتغال، وبعد أن سكنها الكلت والرومان والقوط الغربيون والمور والعديد من الشعوب الأخرى في العصور ما قبل الحديثة، كان البرتغاليون أكثر إنسانية وودية وقابلية للتكيف مع المناخات والثقافات الأخرى.
بالإضافة إلى ذلك، وبحلول أوائل القرن العشرين، كانت البرتغال إلى حد بعيد القوة الاستعمارية الأوروبية التي لها أقدم وجود إستعماري في الخارج، وحيت أنه في بعض الحالات، تم إستيطان مستعمراتها بشكل مستمر وحكمتها البرتغاليون طوال خمسة قرون. مدحت الليسوتروبيكالية العناصر الفعلية والميثولوجية للديمقراطية العرقية والمهمة الحضارية في الإمبراطورية البرتغالية، والتي شملت موقفًا مؤيداً لتمازج الأجناس في المستعمرات / أو الأقاليم الخارجية، وأفضل مثال على هذه الأيديولوجية هو عمل فراير.

## اشتقاق الكلمَة
أمّا لغويّاً، فالليسوتروبيكالية كلمةٌ مركبة مِن كلمتين: الأولى مشتقة من لوسيتانيا وهي مقاطعة رومانية أسست في القرن الأول قبل الميلاد شملت أغلب مساحة البرتغال الحالية وأجزاء من أسبانيا وأستعملت في هذا السياق لدلالة على دولة البرتغال والثانية تروبيكال وتعني المناطق المدراية وأستعملت في هذا السياق لدلالة على المستعمرات البرتغالية. وبهذا تكون الليسوتروبيكالية تَعني لغةً 'البرتغال ومناطقها المدارية' أو 'البرتغال ومستعمراتها'.

## رد جيلبرتو فراير على الانتقادات التي تلقاها
أصبحت سيرة جيلبرتو فراير، بعد أن نشر كتاب «كازا غراندي وسينزالا»، مصدرًا أبديًا للتفسير. وكرر عدة مرات أنه لم يخلق أسطورة الديمقراطية العنصرية وأن حقيقة أن كتبه اعترفت بالاختلاط الشديد بين «الأجناس» في البرازيل لا يعني عدم وجود التحيز أو التمييز. وأشار إلى أن الكثير من الناس زعموا أن الولايات المتحدة كانت «ديمقراطية نموذجية» في حين أن العبودية والتفرقة العنصرية كانت موجودة طوال معظم تاريخ الولايات المتحدة.
«إن تفسير أولئك الذين يريدون أن يضعوني بين علماء الاجتماع أو علماء الأنثروبولوجيا الذين قالوا إن التحيز العرقي بين البرتغاليين أو البرازيليين لم يكن موجودا على الإطلاق هو تطرف. ما اقترحته دائمًا هو أن هذا التحيز ضئيل للغاية... عند مقارنته بما لا يزال ساريًا في مكان آخر، حيث لا تزال القوانين تنظم العلاقات بين الأوروبيين والمجموعات الأخرى».
«إن الأمر لا يعني غياب التحيز العنصري أو التحيز الاجتماعي المرتبط بالبشرة في البرازيل، بل هو موجود. لكن لا أحد هنا كان سيفكر في الكنائس» المخصصة للبيض فقط«، ولم يكن أحد في البرازيل ليفكر في قوانين ضد الزواج بين الأعراق... روح الأخوية بين البرازيليين أقوى من التحيز العنصري أو اللون أو الطبقة أو الدين. صحيح أنه لم يتم تحقيق المساواة منذ نهاية الرق... كان هناك تحيز عنصري بين أصحاب المزارع، وكانت هناك مسافة اجتماعية بين السادة والعبيد، بين البيض والسود... لكن قلة من البرازيليين الأثرياء كانوا معنيين بالنقاء العنصري مثل كان الأغلبية في الجنوب الأمريكي».

## رأي سالازار
من أجل دعم سياساته الاستعمارية، اعتمد أنطونيو دي أوليفيرا سالازار فكرة فراير عن الليسوتروبيكالية، مع التأكيد على أنه منذ أن كانت البرتغال دولة متعددة الثقافات والأعراق وتمتد على عدة قارات منذ القرن الخامس عشر، إذا تم تقطيع البلاد من خلال فقدان أراضيها في الخارج، سيعني ذلك نهاية الاستقلال البرتغالي،  ومن الناحية الجيوسياسية، لن تكون هناك كتلة حرجة متاحة لضمان الاكتفاء الذاتي للدولة البرتغالية.
وكان سالازار قد قاوم بقوة أفكار فراير خلال ثلاثينيات القرن العشرين، ويرجع ذلك جزئيا إلى أن فراير كان ادعى أن البرتغاليون أكثر عرضة من شعوب الدول الأوروبية الأخرى إلى تمازج الأجناس، ولم يعتمد الليسوتروبيكالية إلا بعد زيارة فراير التي مولها إلى البرتغال وبعض مستعمراتها الأخرى في الخارج في ما بين 1951-1952. كان عمل فراير (المغامرة والروتينية Aventura e Rotina) نتيجة لهذه الرحلة.